# Chah Ab
Chah Ab is een stad en gelijknamig district in de provincie Tachar, in het noordoosten van Afghanistan. De bevolking werd in 2006 geschat op 19.500 inwoners.